# Dmitri Matwejewitsch Ukolow
Dmitri Matwejewitsch Ukolow (russisch Дмитрий Матвеевич Уколов; * 23. Oktober 1929 in Moskau, Russische SFSR; † 25. November 1992 ebenda) war ein russischer Eishockeyspieler (Verteidiger).

## Karriere
Während seiner Karriere spielte der Stürmer bei HK ZSKA Moskau. Insgesamt erzielte er 48 Tore in 250 Spielen in der sowjetischen Liga. So wurde er in das Team der sowjetischen Eishockeynationalmannschaft berufen. Am 29. Januar 1954 stand er in einem WM-Spiel gegen Finnland zum ersten Mal für die Sbornaja auf dem Eis. Im zweiten Match gegen Norwegen erzielter den allerersten Hattrick der Sbornaja bei den Weltmeisterschaften. Seine internationale Karriere wurde mit der Goldmedaille bei den Olympischen Winterspielen 1956 gekrönt. Für die Nationalmannschaft erzielte er 15 Tore in 85 Länderspielen. Am 10. Januar 1960 bestritt er sein letztes Länderspiel. 1954 wurde er in die „Russische Hockey Hall of Fame“ aufgenommen.